# Szwadron Przyboczny Naczelnika Państwa
Szwadron Przyboczny Naczelnika Państwa i Naczelnego Wodza – pododdział Wojska Polskiego, pełniący funkcje reprezentacyjne i ochronne przy Naczelniku Państwa Józefie Piłsudskim w latach 1919–1922.

## Formowanie
Pierwszą jednostką odrodzonego Wojska Polskiego pełniącą oficjalnie służbę straży przybocznej Józefa Piłsudskiego był Pluton Osłony Jazdy Naczelnego Wodza, sformowany przeddzień wyprawy wileńskiej, 15 kwietnia 1919 roku. Składał się z 12 ułanów i szwoleżerów pod dowództwem adiutanta Naczelnego Wodza, por. Tadeusza Kobylańskiego z 3. Pułku Ułanów. Do zadań Plutonu należała ochrona Józefa Piłsudskiego w trakcie działań wojennych, a także służba kurierska między nim a dowódcą Grupy Jazdy ppłk. Władysławem Belina-Prażmowskim. 21 kwietnia 1919 roku oddział wkroczył do zdobytego Wilna.

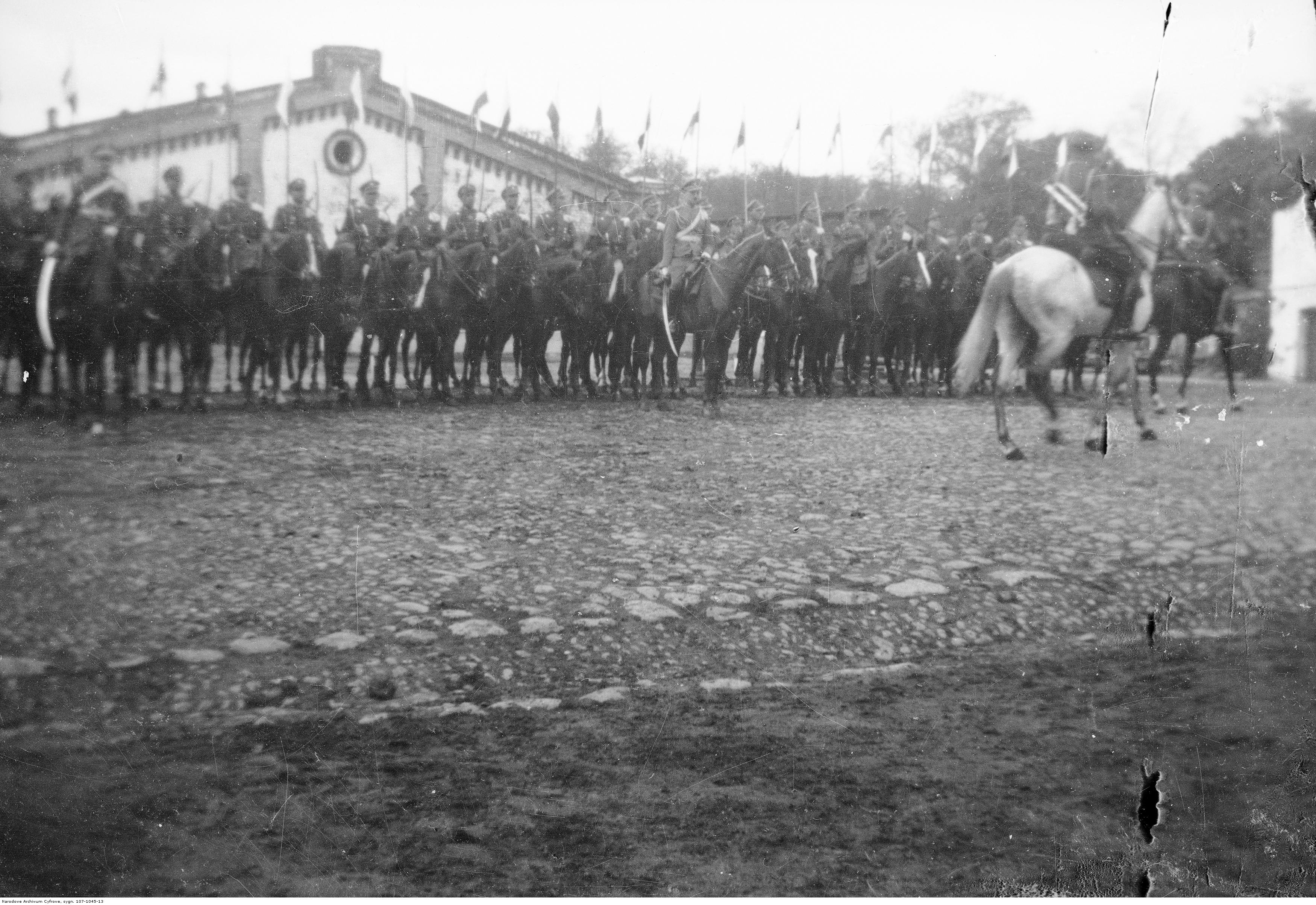
Szwadron Przyboczny Naczelnika Państwa przed koszarami w umundurowaniu wyjściowym.

Doświadczenia wyprawy wileńskiej skłoniły władze wojskowe do powołania stałej jednostki, będącej do bezpośredniej dyspozycji Naczelnego Wodza. 10 lipca 1919 roku wydano rozkaz o sformowaniu Szwadronu Przybocznego Naczelnika Państwa i Naczelnego Wodza, a już dwa miesiące później oddział w składzie 143 żołnierzy był gotowy do służby. Jego pierwszy dowódcą został por. Edward Dunin-Markiewicz. Pod względem ewidencyjnym i wyszkoleniowym Szwadron podlegał 1. Pułkowi Szwoleżerów, ale gospodarczo i służbowo – Kwaterze Głównej Naczelnego Wodza. Pomimo formalnego związania z szwoleżerami, żołnierze Szwadronu Przybocznego sami siebie określali mianem „ułanów”.

## Wyposażenie i umundurowanie

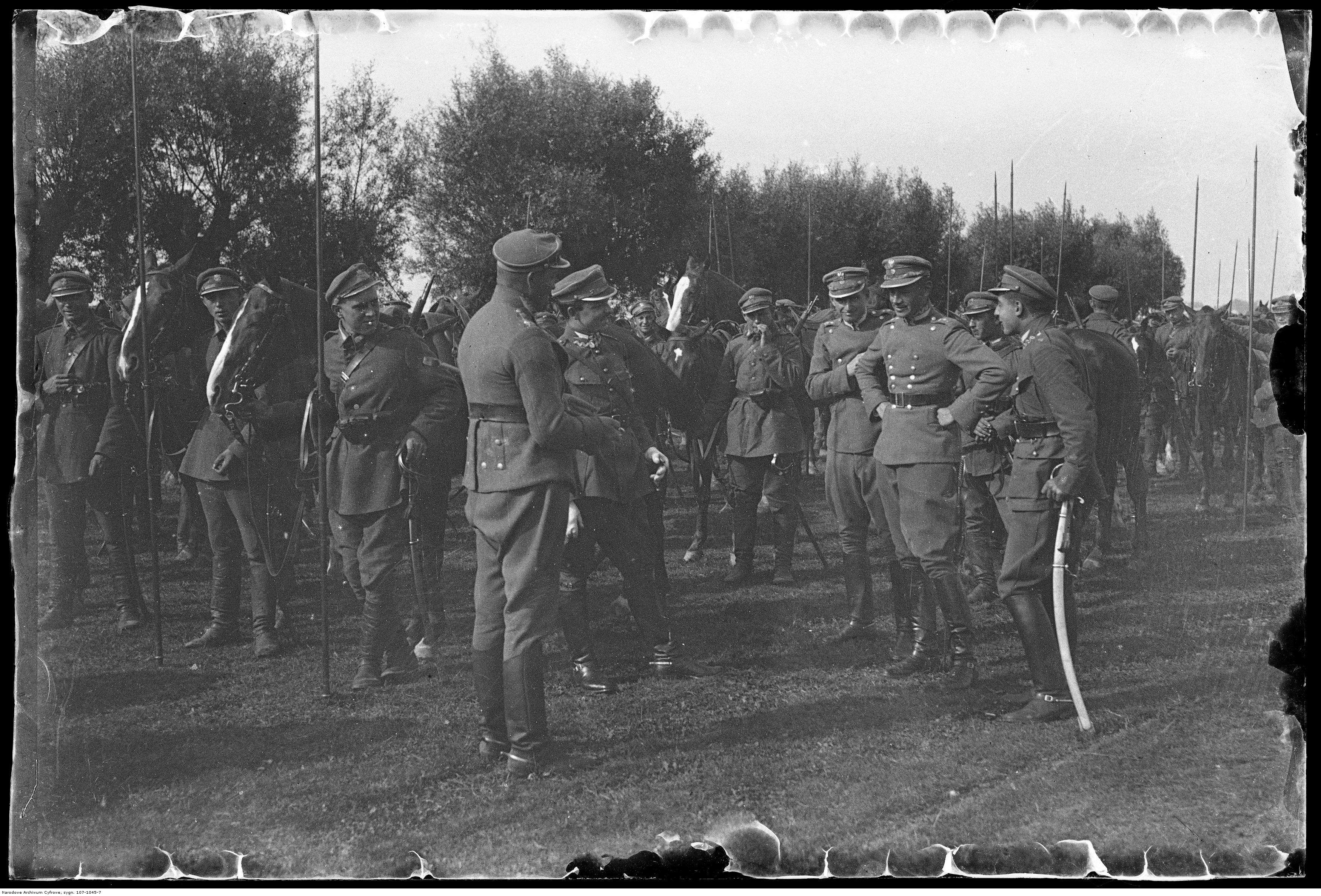
Żołnierze Szwadronu Przybocznego Naczelnika Państwa, ok. 1920 r.

Barwy Szwadronu Przybocznego były początkowo biało-amarantowe. Od lipca 1920 roku stopniowo dodawano do nich srebrną żyłkę pośrodku. Na wyposażeniu ułanów były szable polskie, lance pruskie, karabinki mauser wz. 98 i siodła niemieckiej kawalerii. W późniejszym okresie pojawiły się szable, lance i karabinki francuskie, a także siodła artylerii austriackiej. 
Wyróżnikiem Szwadronu Przybocznego było wykorzystywane w czasie oficjalnych uroczystości umundurowanie, na które składały się szare (steingrau) ułanki wz. 17 z amarantowymi wypustkami i jasnosrebrnymi guzikami z orłem, spodnie z amarantowymi lampasami i białą wypustką w środku; czapki typu angielskiego z otokiem amarantowym z białą wypustką. Do tego używano elementów ozdobnych: srebrnych (dla oficerów) i białych (dla szeregowych) etyszkietów, białych rękawiczek, pasów i rapci. Dodatkowo, oficerowie nosili zakładaną przez ramię ładownicę na pasie głównym.  
W trakcie działań wojennych czy służby codziennej Szwadron Przyboczny używał umundurowania typowego dla pozostałych jednostek kawalerii (mundurów wz. 17, wz. 19 i przerobionych amerykańskich). Jednolitość pod tym względem osiągnięto dopiero w połowie 1921 roku.

## Szlak bojowy
21 kwietnia 1920 roku Szwadron Przyboczny Naczelnego Wodza został przetransportowany z Warszawy na Ukrainę, by cztery dni później wyruszyć w wyprawie na Kijów. 3 maja uświetnił w wyzwolonym Żytomierzu uroczystości rocznicy uchwalenia Konstytucji 3 Maja. W kolejnych dniach pełnił służbę w okolicach Zwiahla. 13 maja por. Adam Michalewski – dowódca jednego z plutonów – towarzyszył marszałkowi Józefowi Piłsudskiemu we wkroczeniu do zajętego Kijowa. Po przerwaniu frontu przez Armię Konną Siemiona Budionnego Szwadron przeszedł 6 czerwca 1920 roku swój chrzest bojowy w bitwie pod Pawołoczą. W walkach oddział ten stracił 1 podoficera i 2 ułanów. 14 czerwca żołnierzy przetransportowano pociągami z Żytomierza do Warszawy, gdzie ponownie pełnili służbę przy Naczelnym Wodzu.

W sierpniu 1920 roku Szwadron Przyboczny wziął udział w bitwie warszawskiej. Jego dwa plutony biły się w składzie 5. Armii gen. Władysława Sikorskiego, a dwa pozostałe, pozostając przy Józefie Piłsudskim, atakowały bolszewików w kontrofensywie znad Wieprza. Szlak bojowy jednostka zakończyła w październiku 1920 roku.

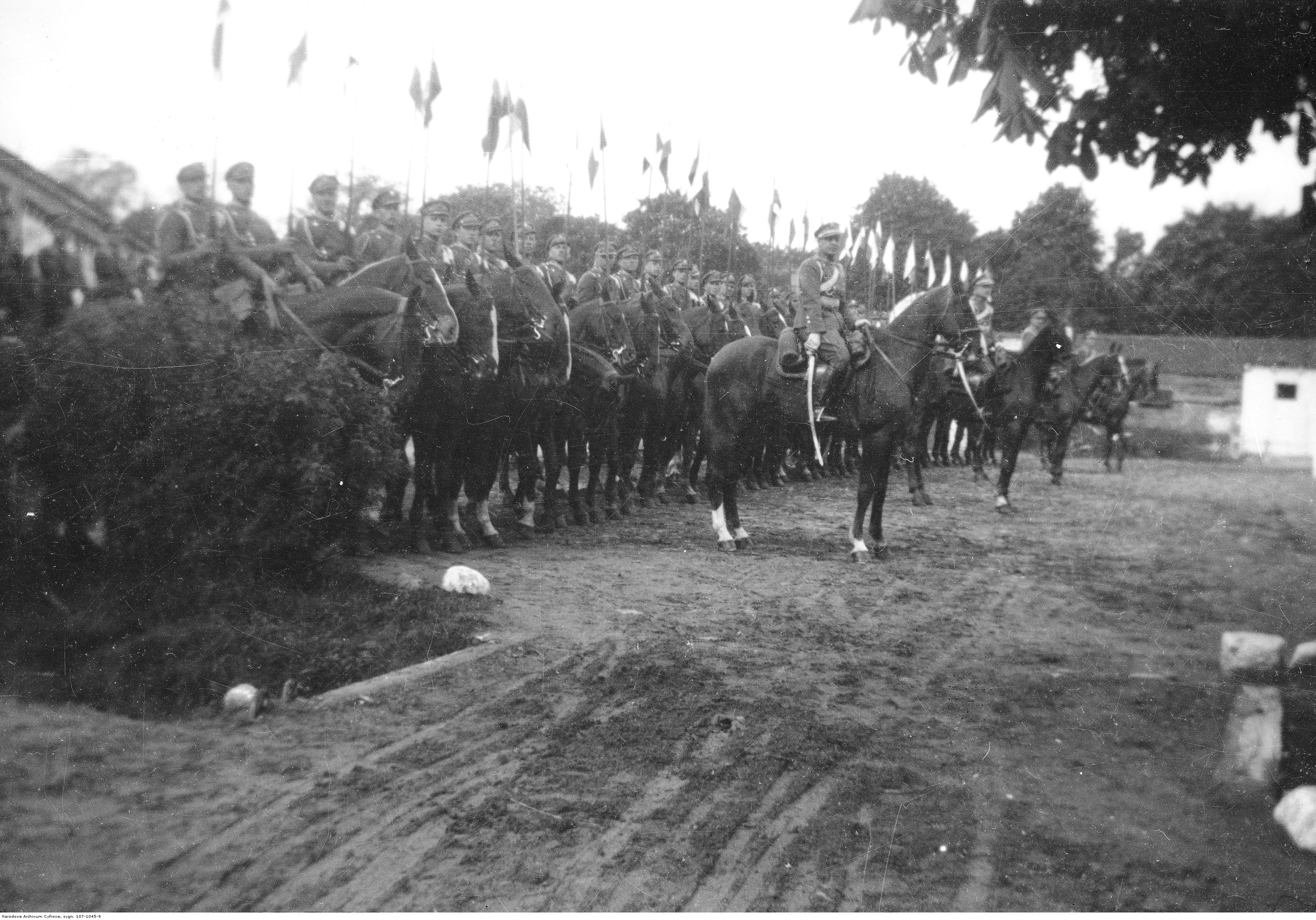
Szwadron Przyboczny Naczelnego Wodza konno z lancami na terenie koszar.

## Służba pokojowa
Na stopie pokojowej do głównych zadań Szwadronu Przybocznego Naczelnika Państwa i Naczelnego Wodza należała eskorta marszałka Józefa Piłsudskiego i jego oficjalnych gości, w tym także ambasadorów i nuncjusza apostolskiego. Ułani Szwadronu pełnili również codzienną służbę wartowniczą w Belwederze (sześciu ułanów plus rozprowadzający). Raz w miesiącu całodobowo obstawiali wszystkie posterunki w rezydencji Naczelnika Państwa.

## Rozformowanie
W związku z likwidacją urzędu Naczelnika Państwa i wyborem pierwszego Prezydenta RP Szwadron Przyboczny Naczelnika Państwa i Naczelnego Wodza został rozformowany. W jego miejsce powołano na podstawie rozkazu z 19 grudnia 1922 roku, opublikowanego w Dodatku Tajnym Nr 30 do Dziennika Rozkazów Ministerstwa Spraw Wojskowych Nr 50 Szwadron Przyboczny Prezydenta Rzeczypospolitej. 

## Tradycje
We współczesnym Wojsku Polskim tradycje Szwadronu Przybocznego Naczelnego Wodza i Naczelnika Państwa kontynuuje Pułk Reprezentacyjny Wojska Polskiego. W ramach kawalerii ochotniczej kontynuatorem tych barw i tradycji jest Krakowski Szwadron Ułanów im. Józefa Piłsudskiego – Szwadron Przyboczny Naczelnego Wodza.

## Dowódcy Szwadronu Przybocznego Naczelnika Państwa i Naczelnego Wodza
- Edward Dunin-Markiewicz (IX 1919-II 1921)
- Adam Radomyski (II 1921-VII 1922)
- Aleksander Kwiatkowski (VII-XII 1922)
- Józef Szostak (XII 1922)